# Cammino neocatecumenale
Il Cammino neocatecumenale è un movimento religioso, definito come catecumenato post-battesimale, nato in Spagna nei primi anni sessanta, per iniziativa del pittore Kiko Argüello e di Carmen Hernández; dal 1971 l'équipe responsabile a livello internazionale di questo itinerario include anche il presbitero Mario Pezzi.
Gli Statuti del Cammino neocatecumenale sono stati approvati dalla Santa Sede in via provvisoria da Giovanni Paolo II nel 2002 e poi definitivamente da Benedetto XVI nel 2008. Da febbraio 2018, María Ascensión Romero è subentrata al posto di Carmen Hernández. La nomina a responsabile dell'equipe internazionale del Cammino Neocatecumenale è avvenuta su richiesta del Dicastero per i laici, la famiglia e la vita in base a quanto stabilito dagli Statuti che regolano il Cammino.

## Obiettivi
È costituito come fondazione autonoma di beni spirituali, dotata di personalità giuridica pubblica, approvata dalla Chiesa cattolica.
Per Statuto è rivolto principalmente a:
- coloro che pur battezzati si sono allontanati dalla Chiesa;
- coloro che non sono stati sufficientemente evangelizzati e catechizzati;
- coloro che desiderano approfondire e maturare la loro fede;
- coloro che non sono battezzati e che desiderano diventare cristiani;
- coloro che provengono da confessioni cristiane non in piena comunione con la Chiesa cattolica;
- i sacerdoti ed i religiosi, nel rispetto della loro vocazione, carisma e del compito assegnato loro dal Vescovo o, nel caso dei religiosi, dal loro Superiore; i religiosi possono intraprendere il percorso solo previa esplicita autorizzazione del Superiore.

Secondo i suoi fondatori, «il Cammino Neocatecumenale non è un movimento o un'associazione, ma uno strumento nelle parrocchie al servizio dei Vescovi per riportare alla fede tanta gente che l'ha abbandonata.»

## Storia

### Origini

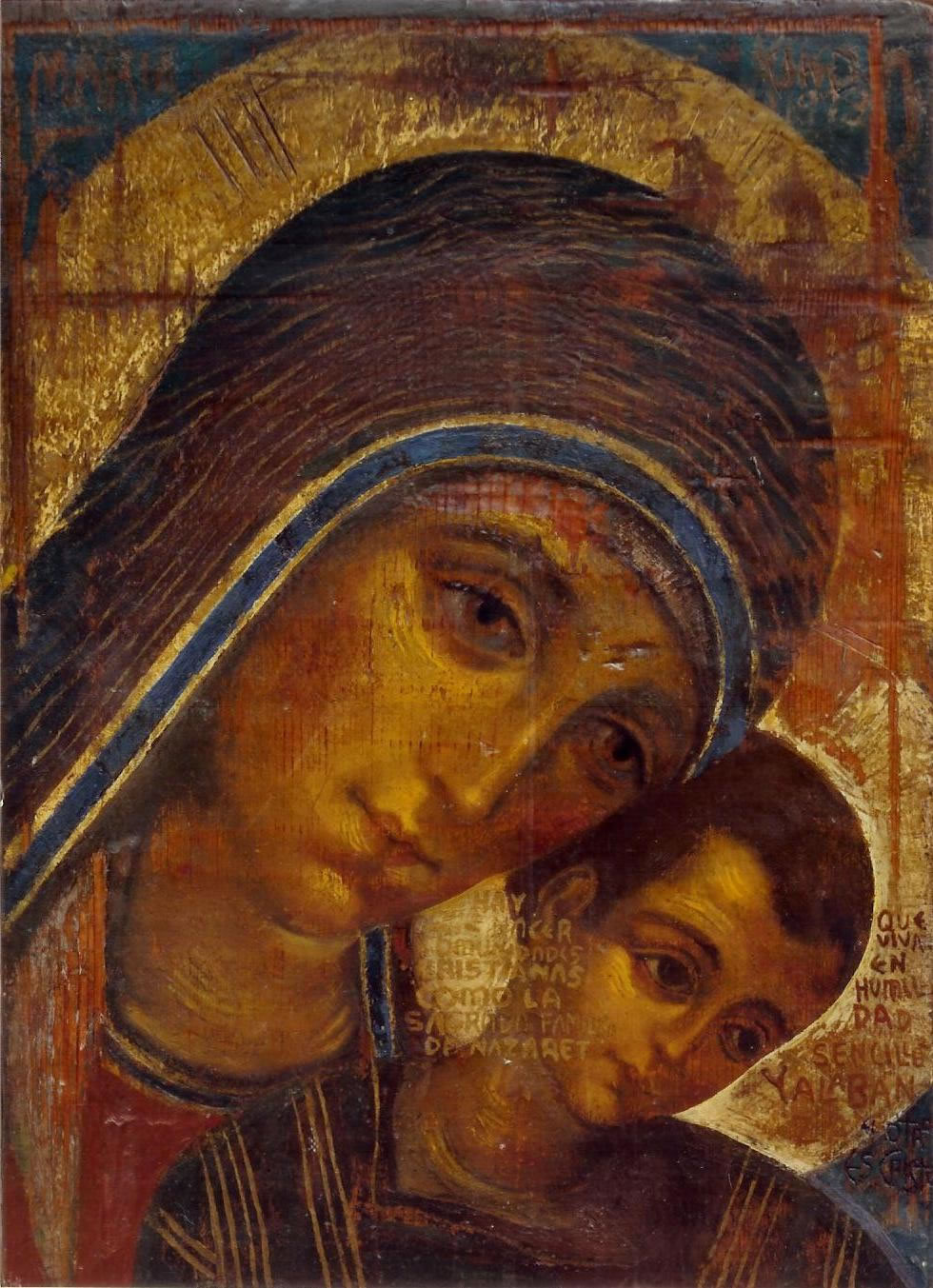
La Vergine del Cammino, icona realizzata dal pittore Kiko Argüello, iniziatore del Cammino neocatecumenale.

Nei primi anni sessanta, Francisco José Gómez Argüello Wirtz, detto Kiko, era un pittore ateo attratto dal pensiero esistenzialista di Jean-Paul Sartre. La sua conversione al Cristianesimo seguì a un periodo di crisi esistenziale, durante il quale l'incontro con l'estetica e la filosofia spiritualista di Henri Bergson (che attribuisce all'intuizione un ruolo superiore alla ragione come strumento di conoscenza del reale), gli aprì la strada al dubbio religioso. Negli anni successivi, lavorando con un gruppo di artisti e architetti di arte sacra, entrò in contatto con la spiritualità di Charles de Foucauld, la quale rappresentò un momento di svolta nel suo percorso interiore, portandolo ad abbandonare il suo precedente stile di vita, le sue precedenti convinzioni filosofiche e l'attività di pittore, per andare a vivere nella baraccopoli di Palomeras Altas, alla periferia di Madrid, dove vivevano famiglie di zingari e quinquilleros emarginati.
A Palomeras Altas, in un contesto sociale caratterizzato da forte marginalità e degrado, Kiko Argüello si trovò presto impegnato nell'opera di evangelizzazione dei baraccati, nonostante questa non fosse stata inizialmente la sua intenzione. Lì incontrò Carmen Hernández, una laureata in chimica associata per alcuni anni all'Istituto Misioneras de Cristo Jesús; tra il 1964 e il 1967 Kiko Argüello si impegnò con lei nell'elaborazione di una "sintesi kerigmatico-catechetica" ispirata al Concilio Vaticano II e fondata su un connubio tra Parola di Dio, liturgia ed esperienza comunitaria, che sarà la base dottrinale del futuro Cammino neocatecumenale. È proprio da questa loro riflessione che avrà origine l'idea di un cammino spirituale, fondato sulla creazione di piccole assemblee (le future comunità) di cristiani formate dai poveri di Madrid.
Secondo Hernández, Argüello le confidò in quegli anni esperienze mistiche e apparizioni mariane nelle quali Maria, madre di Gesù, lo esortava a dar vita a «comunità come la Sacra Famiglia di Nazaret».
Kiko Argüello racconta che l'allora arcivescovo di Madrid, Casimiro Morcillo, venuto a conoscenza dei piccoli gruppi che si stavano formando nelle baraccopoli, li invitò a estendere quell'esperienza ad alcune parrocchie delle città di Madrid e di Zamora. L'esperienza delle parrocchie cittadine, generalmente benestanti, era però diversa da quelle degli emarginati delle baracche. Molti cittadini non avevano evidenti bisogni materiali e le catechesi venivano vissute come conferenze di teologia, come occasioni di crescita intellettuale e non, come nelle intenzioni degli iniziatori, come un cammino di conversione e di kenosis dove, gradualmente, la spiritualità dell'uomo vecchio si spogliasse per poter essere rivestita della nuova creazione nello Spirito Santo. Per tali motivi, gli iniziatori pensarono a un percorso di riscoperta del Battesimo (denominato "neo-catecumenato post-battesimale") finalizzato alla preparazione spirituale degli adulti, con l'ambizione di rispondere ai cambiamenti sociali di quegli anni. È in questo periodo che si forma la struttura del Cammino Neocatecumenale, come percorso spirituale della Chiesa cattolica rivolto non solo ai poveri ma a tutti i cristiani.
Nel 1968 Kiko Argüello e Carmen Hernández furono invitati in Italia da mons. Dino Torreggiani, fondatore della congregazione religiosa dei Servi della Chiesa, mentre lo stesso Casimiro Morcillo scrisse una lettera di presentazione diretta al cardinale Angelo Dell'Acqua, allora vicario del pontefice Paolo VI. Andarono a vivere nelle baracche del Borghetto Latino a Roma e avviarono il Cammino nella parrocchia di Nostra Signora del Santissimo Sacramento e Santi Martiri Canadesi, nel quartiere Nomentano; nel luglio del 1969 passarono poi a Firenze nella parrocchia di San Bartolomeo in Tuto (Scandicci), in seguito avviarono il Cammino nelle parrocchie romane di Santa Francesca Cabrini, di San Luigi Gonzaga e della Natività di Nostro Signore Gesù Cristo e infine a Ivrea. Da Roma, Firenze e Ivrea, il Cammino si diffuse successivamente in molte altre diocesi di Italia e del mondo. Nelle Marche (si pensava a un Centro a Loreto) Kiko Argüello e Carmen Hernández vennero accolti nella Parrocchia della Sacra Famiglia di Porto San Giorgio, la quale successivamente, grazie a un fedele della parrocchia, donò una grande collina dove venne costruito il Centro Neocatecumenale Servo di Javhè di Porto San Giorgio, visitato da papa Giovanni Paolo II poco tempo dopo la sua costruzione.
Nell'aprile del 1970, a Majadahonda, nei pressi di Madrid, Kiko Argüello e Carmen Hernández, insieme ad altri responsabili e parroci, si posero il problema dell'identità delle comunità che si stavano formando nelle parrocchie. Tale riflessione confluì nella definizione delle caratteristiche fondamentali del Cammino neocatecumenale come movimento organizzato e strutturato sul territorio.

### Natura e missione della comunità neocatecumenale
In quell'occasione, i seguenti capisaldi furono fissati dagli iniziatori, insieme con i parroci che avevano accolto il Cammino e altri catechisti e responsabili:
- gli appartenenti al Cammino si chiamano fra loro fratelli e sorelle, perché tutti i cristiani sono figli di Dio
- la nascita di ogni singola comunità, che segue l'annuncio del kerigma, è interpretata come la Chiesa che, ogni volta, scaturisce dalla Buona Novella, Chiesa intesa dunque come Corpo mistico di Cristo, Comunità dei Santi
- gli aderenti al Cammino sono chiamati a essere "sacramento di salvezza" all'interno della parrocchia, in cammino verso una fede matura, sostenuti dal Tripode: Parola di Dio, Liturgia, comunione fraterna
- il Cammino è detto "neocatecumenato" o "catecumenato", rispettivamente a seconda del caso che l'adulto sia già battezzato o meno[22] e si ispira al catecumenato antico (con tappe come gli Scrutini battesimali, l'Iniziazione alla preghiera, la Traditio Symboli, la Redditio, ecc.)
- compito della comunità è rendere visibile un nuovo modo di vivere il Vangelo, tenendo presenti le esigenze degli uomini contemporanei
- gli aderenti al Cammino sono chiamati a non distruggere niente, a rispettare tutto, presentando il frutto di una Chiesa che si rinnova
- le comunità sono tenute a rimanere all'interno delle parrocchie, e sono tenute alla comunione con il parroco che le ospita

Alcuni anni più tardi, quando il Cammino era già diffuso in molte diocesi italiane, i responsabili furono convocati dalla Congregazione del Culto Divino per presentare il loro itinerario di riscoperta del Battesimo. L'allora Segretario della Congregazione, mons. Annibale Bugnini, e gli esperti che lo coadiuvavano rimasero stupiti del valore di questa nuova realtà ecclesiale. Dopo due anni di studio della prassi del Cammino, la Congregazione pubblicò sulla sua rivista ufficiale la breve nota Praeclarum exemplar di apprezzamento dell'opera delle comunità neocatecumenali. È in questi anni che viene scelto, su proposta della stessa Congregazione, il nome di Cammino neocatecumenale ovvero catecumenato post-battesimale.

### Attività missionaria
Di fronte alla situazione di forte secolarizzazione del Nord Europa e di vaste aree del mondo, Kiko Argüello e Carmen Hernández hanno avviato, agli inizi degli anni ottanta, l'esperienza delle "Famiglie in missione", per fondare la Chiesa in paesi dove essa è inesistente ("Implantatio Ecclesiae") o per aiutare a rafforzare le comunità lì presenti. Queste famiglie restano legate alla propria parrocchia e alla propria comunità originaria, e sono da queste sostenute per quanto concerne le spese per i viaggi, l'abitazione, il sostegno morale, la preghiera. La più recente partenza di famiglie in missione è avvenuta il 6 marzo 2015, ha riguardato duecentoventi famiglie neocatecumenali, che sono state mandate da papa Francesco a evangelizzare le zone più scristianizzate del pianeta, portando così a oltre millecento il numero di "famiglie in missione". Nel 2012 si contavano 72 seminari Redemptoris Mater.
All'opera di evangelizzazione iniziata dalle famiglie in missione, si è ben presto affiancata anche quella dei sacerdoti missionari, con l'istituzione, in diverse diocesi e dietro esplicita richiesta dell'ordinario del luogo, di seminari Redemptoris Mater, seminari diocesani, internazionali, missionari, in cui vengono accolte gran parte delle vocazioni al sacerdozio nate in seno al Cammino. . Nel 2015 i seminari Redemptoris Mater nel mondo sarebbero 105.
In Ruanda, nell'ottobre del 1994, il sacerdote Justin Furaha e altre decine di persone tra sacerdoti, suore e laici appartenenti al Cammino, furono uccisi durante il genocidio ruandese in quanto cristiani appartenenti all'etnia Tutsi.
Un'altra iniziativa significativa è stata la costruzione e la gestione della Domus Galilaeae sul monte delle Beatitudini in Galilea, opera inaugurata da papa Giovanni Paolo II nel 2000 durante il suo storico viaggio in Terra santa, che in quell'occasione celebrò l'eucaristia con decine di migliaia di giovani, giunti in pellegrinaggio da tutto il mondo. La Domus Galilaeae è un luogo di incontro e ritiro per i membri delle comunità neocatecumenali, durante il pellegrinaggio in Israele che viene compiuto in occasione della conclusione dell'itinerario neocatecumenale. È diventato anche un luogo di incontro tra cristiani ed ebrei, in occasione delle visite che molti ebrei fanno in questo luogo.
Il Cammino, pur avendo una struttura propria con responsabili "vita natural durante", non ha un patrimonio proprio, pertanto la Domus Galilaeae e il terreno stesso su cui l'edificio sorge non sono di proprietà del Cammino, ma dell'ordine dei francescani. Allo stesso modo, i seminari "Redemptoris Mater" non appartengono al Cammino bensì sono proprietà delle diocesi territoriali e i sacerdoti ordinati sono sacerdoti diocesani incardinati al servizio del vescovo della diocesi locale.

## Tappe del Cammino
Il Cammino neocatecumenale si ispira alla costituzione del Concilio Vaticano II Sacrosanctum Concilium, la quale al n. 64 afferma:
(Costituzione del Concilio Vaticano II Sacrosanctum Concilium, n. 64)
Rifacendosi al catecumenato antico, si struttura come un itinerario comunitario a tappe, ispirandosi all'idea originaria di «fare comunità cristiane come la Sacra Famiglia di Nazaret che vivano in umiltà, semplicità e lode e dove l'altro è Cristo».

### Catechesi iniziali
Il percorso neocatecumenale prende inizio in una parrocchia con un ciclo di catechesi aperto a giovani e adulti, su invito del parroco, portato da un'equipe di catechisti e un presbitero. Questo percorso si distende sull'arco di quindici incontri, che durano all'incirca due mesi, in cui viene preparato il Kerigma (termine greco che significa lieto annuncio), cioè l'annuncio della Resurrezione di Gesù, "Dio fatto uomo", morto sulla croce per la salvezza dell'umanità, per il riscatto di ognuno dal peccato e dal male. Al termine di questo "primo annuncio", se il numero di partecipanti lo consente, viene avviata una nuova comunità che è invitata ad intraprendere il suo cammino di crescita e maturazione nella fede in seno alla parrocchia alimentata dal tripode: Parola di Dio - Liturgia - Comunione fraterna.

### 1ª fase: pre-catecumenato
La prima fase, detta pre-catecumenato è un tempo di "kenosis", cioè di "discesa", di umiltà, nel conoscere meglio se stesso attraverso la comunità. Questa fase si compone di 3 tappe:
- "Primo scrutinio battesimale" o "Primo passaggio" che illumina il neocatecumeno sul senso cristiano della sofferenza e sul suo rapporto con gli affetti e con i beni.
- Shemà, incentrata sull'avere Dio come unico Signore. In essa si insegna al neocatecumeno l'importanza della famiglia quale "chiesa domestica" e del trasmettere la Fede ai figli attraverso una liturgia domestica, inoltre vengono riprese le catechesi effettuate durante il Primo Passaggio.
- "Secondo scrutinio battesimale" o "Secondo passaggio", che completa la fase del pre-catecumenato, in cui il neocatecumeno viene invitato a riconoscere e a rinunciare ai propri idoli e all'attaccamento al mondo e ai beni, materiali o affettivi, su cui egli fonda le proprie "sicurezze" e che gli impediscono di avere il Signore come unico Dio.[35]

### 2ª fase: riscoperta del catecumenato
Rivivendo le tappe del "Primo" e del "Secondo Scrutinio battesimale", che costituiscono la prima parte del battesimo, si passa al "catecumenato post-battesimale", che è un tempo di combattimento spirituale per acquistare la semplicità interiore dell'uomo nuovo che, come nello Shemà ebraico, «ama Dio come unico Signore, con tutto il cuore, con tutta la mente, con tutte le forze» e che, come nel vangelo, «ama il prossimo come se stesso». La Chiesa, nella persona del Vescovo (o di un suo rappresentante) soccorre il neocatecumeno, nel combattimento interiore, che caratterizza questa fase, attraverso alcune consegne:
- l'iniziazione alla preghiera (con la consegna della Liturgia delle ore come preghiera quotidiana del cristiano);
- la Traditio Symboli (consegna del Credo) che è seguita dalla testimonianza pubblica della propria fede, detta Redditio Symboli;
- la consegna del Padre nostro (nell'abbandono filiale alla Vergine Maria).

### 3ª fase: riscoperta dell'elezione
Dopo la seconda fase, si apre la fase della riscoperta dell'"elezione", "cardine di tutto il neocatecumenato", tempo di grazia, dove il neocatecumeno con l'aiuto dello Spirito Santo, è chiamato a "camminare nella lode". Questo tempo culmina con il rinnovo delle promesse battesimali durante la veglia pasquale che è tipicamente presieduta dal vescovo in Cattedrale. Ad esso segue un pellegrinaggio in Terra santa.

## Responsabili del Cammino

### Équipe responsabile internazionale
Fino alla morte di Carmen Hernández nel mese di luglio 2016, l'équipe responsabile internazionale del Cammino neocatecumenale è stata composta dagli iniziatori Kiko Argüello e Carmen Hernández, affiancati da un presbitero, Padre Mario Pezzi. Riguardo alla durata del mandato, c'è una netta differenziazione tra i primi componenti dell'équipe responsabile e i componenti che dovranno subentrare alla morte di uno o ambedue gli iniziatori. Questo costituisce un caso unico negli ordinamenti e statuti dei movimenti ecclesiali e ordini religiosi della Chiesa Cattolica, nei quali non vengono fatte distinzioni tra i fondatori e coloro che li seguono nella conduzione dei movimenti stessi. Infatti, come esplicitamente e dettagliatamente indicato nello statuto del Cammino (art. 34), solo i due iniziatori dell'équipe internazionale non hanno scadenza di mandato e sono in carica fino alla morte; viceversa tutti coloro che succederanno verranno scelti (se uno degli iniziatori è ancora vivo) oppure eletti per un mandato di sette anni eventualmente rinnovabile con successiva elezione.
Quindi, fermo restando che per gli iniziatori è previsto un mandato a vita, e non è neanche ipotizzata la possibilità di rinuncia o decadenza, riguardo alla successione, come recita l'art. 35 dello Statuto, i membri che succederanno potranno essere nominati direttamente solo dall'equipe attuale mentre, dopo il decesso degli iniziatori, ogni altro membro successivo dovrà essere eletto e avere mandato strettamente limitato nel tempo a sette anni.
Prima dell'approvazione dello Statuto l'equipe internazionale aveva provveduto a nominare il collegio elettivo, che è e sarà costituito da un numero di membri variabile da ottanta a centoventi)., il cui compito è quello di eleggere l'équipe internazionale del cammino quando entrambi gli iniziatori saranno deceduti. Sono previste due possibili composizioni dell'équipe internazionale, a discrezione del collegio elettivo:
- un celibe, una nubile e un sacerdote
- una coppia di sposi, un celibe e un sacerdote

I membri del collegio sono segreti, ed i loro nomi depositati presso il Pontificio consiglio per i laici dagli iniziatori del Cammino; la nomina nel collegio è a vita, e decade solo in caso di morte, rinuncia o gravi motivazioni tali da richiederne la revoca. Ogni componente dell'équipe internazionale è eletto quando raggiunge i due terzi dei consensi del collegio elettivo, ma la nomina dovrà essere ratificata dal Pontificio consiglio dei laici. Il primo ad essere eletto è il responsabile dell'équipe, che deve essere un uomo sposato o celibe. L'équipe internazionale del cammino ha un mandato di sette anni e al termine del mandato il consiglio elettivo è chiamato ad eleggere una nuova équipe. L'équipe uscente può essere riconfermata più volte, ma tale riconferma può avvenire solo attraverso il voto del consiglio. In caso di morte di un membro dell'équipe il responsabile provvede alla sua sostituzione senza consultare il consiglio elettivo. Se il responsabile dell'équipe viene a mancare il consiglio elettivo rielegge per intero una nuova équipe.

### Équipe responsabili nazionali o regionali
L'équipe internazionale responsabile del cammino nomina e si confronta con le équipe responsabili nazionali, che seguono il cammino nella nazione di loro competenza; essi hanno il compito di guidare le comunità presenti in quella nazione.
Se una nazione è molto estesa, oppure le comunità in essa presenti sono particolarmente numerose, è possibile che l'équipe internazionale nomini dei responsabili diocesani, che guidano il cammino in una determinata diocesi, o dei responsabili regionali, che guidano il cammino in una determinata area della nazione. In Italia ad esempio, dove le comunità sono molto numerose, è presente una équipe regionale per ognuna delle Regioni d'Italia.
L'équipe regionale o nazionale si confronta con i catechisti ed i responsabili delle comunità della regione, area o nazione di cui sono responsabili.

### Équipe responsabile della comunità
L'elezione dell'équipe responsabile di una comunità avviene nel momento in cui essa si forma, ossia al termine del ciclo delle catechesi iniziali, e viene effettuata fra gli stessi membri della comunità; all'elezione dell'équipe responsabile partecipano obbligatoriamente anche i catechisti. Essa è di solito composta da un responsabile, un viceresponsabile e se è necessario vengono nominati anche dei corresponsabili. Il responsabile può rinunciare in qualsiasi momento all'incarico, e la sua sostituzione avviene sempre con il voto dei membri della comunità e dei catechisti, che provvedono a rinominare l'intera équipe.

### Équipe di catechisti
L'elezione di nuovi catechisti fra i membri di una comunità avviene sempre dopo il secondo scrutinio. Come nell'elezione dell'équipe responsabile della comunità, viene prima nominato il responsabile dell'équipe e poi gli altri nuovi catechisti. Il catechista della comunità tuttavia può annullare la nomina se lo ritiene opportuno, in questo caso si elegge un nuovo catechista.
L'équipe nominata può tenere un ciclo di catechesi iniziali e guidare una comunità appena formata. Tuttavia se la comunità da cui proviene l'équipe di catechisti non ha finito il cammino, la catechesi del secondo scrutinio è affidata a dei catechisti che hanno terminato le tappe di questo percorso. Se la comunità supera lo scrutinio, l'équipe di catechisti che ha guidato questo passaggio subentra all'altra.

### Équipe di catechisti itineranti
Dall'équipe responsabile internazionale dipendono le équipe dei cosiddetti "catechisti itineranti" (ad oggi circa settecento) le quali, per conto dell'équipe internazionale, sono responsabili del Cammino neocatecumenale nelle varie regioni del mondo, contribuiscono a formare le prime comunità e a mantenere regolari contatti con i vescovi delle diocesi in cui operano. Le équipe itineranti mantengono un legame costante con i responsabili internazionali del Cammino (in occasione delle "convivenze degli itineranti"), visitano periodicamente le comunità da loro catechizzate e curano lo sviluppo del Cammino nel territorio loro assegnato, nella fedeltà al carisma degli iniziatori.
Le équipe di "catechisti itineranti" per l'evangelizzazione sono formate da uomini o donne celibi, da coppie sposate e da un sacerdote (che abbia ottenuto il permesso dal proprio vescovo o dal proprio superiore religioso). Questi si offrono spontaneamente, devono essere disponibili a lasciare casa, lavoro e amicizie per essere mandati in qualunque parte del mondo nella precarietà, senza ricevere compensi e confidando nella Provvidenza. I "catechisti itineranti" restano legati alla propria parrocchia e alla propria comunità originaria, alla quale ritornano periodicamente. Inoltre sono liberi di interrompere in qualsiasi momento la propria esperienza missionaria.
Le "équipe itineranti" si recano in un'altra diocesi, su invito del Vescovo locale e di almeno un parroco interessato, per avviare il Cammino neocatecumenale in una parrocchia dove questo non sia ancora esistente. Le équipe sono composte, abitualmente, secondo uno schema che prevede la presenza, oltre a quella fissa del presbitero, di una coppia e di un celibe oppure - in mancanza di una coppia - di un celibe e una nubile. La scelta avviene generalmente attraverso un sorteggio tra quanti abbiano completato (o quasi) tutte le tappe del Cammino e si siano al contempo dichiarati disponibili.

### I ruoli all'interno della comunità
La comunità, come già detto, possiede una propria équipe di responsabili, che si compone di un responsabile, uno o più viceresponsabili e, se necessario, di uno o più corresponsabili. Oltre a questa équipe, all'interno delle comunità sono presenti altre figure che non sono citate negli statuti ma la cui presenza è consolidata sin dall'inizio del Cammino. Sono:
- L'ostiario, che ha il compito di provvedere alle esigenze pratiche della comunità, come il comprare il necessario per la liturgia o per la celebrazione della Parola, o visionare la correttezza e la disposizione dell'arredo liturgico di tali celebrazioni.
- Il maestro dei bambini (o didascalo); questa figura è presente nelle comunità che hanno bambini e ha il compito di animare per essi la celebrazione della comunità o i ritiri spirituali.
- Il cantore, che ha il compito di accompagnare con la chitarra i canti del cammino neocatecumenale, molto spesso affiancato da membri della comunità che suonano il cembalo, il tamburo ed altri strumenti a percussione. Talvolta vengono utilizzati altri strumenti musicali, come gli strumenti a fiato o gli archi (es. il violino o il flauto traverso). I canti sono talora accompagnati dal battito di mani.

### Terminologia tipica del Cammino
Tra i componenti del Cammino si è formata da tempo una terminologia tipica, spesso legata alle catechesi e ai discorsi del fondatore, o a particolari celebrazioni o eventi:
- Il termine fratello o sorella è l'appellativo che i neocatecumeni si scambiano fra loro, poiché tutti i cristiani sono fratelli essendo figli di Dio.
- Il termine sperimentare indica l'avere una esperienza palpabile dell'azione di Dio nella propria vita, nel contesto di una situazione vissuta. Gran parte del Cammino si basa sulla esperienza personale del fedele rapportata a Dio. Spesso questo è indicato come la storia che Dio fa con te, il progetto e la relazione che intercorre tra l'esistenza di un uomo e Dio.
- Il termine lontani si riferisce a chi non ha ancora conosciuto l'amore di Dio, apostata o pagano, non necessariamente estraneo alla chiesa stessa.
- Il termine convivenza indica un ritiro spirituale di uno o più giorni, nel quale i partecipanti con-vivono, cioè stanno insieme in un clima di preghiera e di condivisione allo scopo di alimentare la comunione fraterna nella propria comunità, condividere l'esperienza di vita alla luce della Parola di Dio e, mediamente una volta l'anno, incontrare i propri catechisti nelle tappe che caratterizzano lo svolgersi del catecumenato post-battesimale.
- Il termine alzarsi viene utilizzato per indicare gli individui o la famiglia quando sentono il desiderio di offrire la propria vita per il Vangelo e quindi, in occasione di opportuni incontri fatti con gli iniziatori del cammino, con i propri catechisti o in comunità, a seguito di un appello generale[42] si alzano rendendosi visibili ai fratelli mostrando apertamente la propria disponibilità in risposta alla chiamata di Dio. Questa disponibilità sarà poi vagliata dalla Chiesa in opportuni incontri vocazionali.

## Riconoscimenti nel mondo cattolico
Il Cammino neocatecumenale è una fondazione autonoma di beni spirituali riconosciuta dalla Chiesa cattolica e in comunione con il suo Magistero.

### Riconoscimenti precedenti l'approvazione
Nei suoi oltre cinquanta anni di diffusione, il Cammino neocatecumenale ha goduto della stima dei pontefici e del favore di molti ecclesiastici. Nel corso degli anni, ha raccolto numerosi elogi e incoraggiamenti. Già san Paolo VI, in un'udienza generale, nel 1974, affermava:
(Paolo VI alle Comunità Neocatecumenali, Udienza Generale, 8 maggio 1974, in Notitiae 96-96, 1974, 230)
Anche le celebrazioni eucaristiche del Cammino neocatecumenale sono state elogiate dalle autorità ecclesiastiche e, particolarmente, dalla Congregazione per il Culto Divino e la Disciplina dei Sacramenti. Nel 1974, la Congregazione pubblicava su Notitiae, il suo bollettino ufficiale, una nota laudatoria firmata da Annibale Bugnini sulle celebrazioni eucaristiche del Cammino neocatecumenale:
(Congregazione per il Culto Divino e la Disciplina dei Sacramenti, Notitiae, 01/08/1974)
La stessa Congregazione, nel 1988, pubblicava una Notificazione in cui autorizzava le celebrazioni dei neocatecumenali ricordando che «le celebrazioni di gruppi particolari riuniti per una specifica formazione loro propria sono previste nelle istituzioni Eucharisticum Mysterium, del 25 maggio 1967, nn. 27 e 30 (AAS 59, 1967, 556-557) e Actio Pastoralis, del 15 maggio 1969 (AAS 61, 1969, 806-811)»; autorizzava «la comunione sotto le due specie» e incoraggiava inoltre i vescovi «a voler considerare e approfondire il valore spirituale e formativo di queste celebrazioni».
Molte sono poi le occasioni nelle quali san Giovanni Paolo II espresse la propria stima e affetto. Lo stesso si esprimeva con parole di elogio nella sua Lettera Ogniqualvolta del 30 agosto 1990, indirizzata a mons. Paul Josef Cordes, Vice Presidente del Pontificio Consiglio per i Laici, incaricato ad personam per l'Apostolato delle Comunità Neocatecumenali:

### Approvazione dello Statuto da parte della Santa Sede
All'inizio del 1997 Giovanni Paolo II chiese ai responsabili del Cammino una regolazione statutaria.
Una prima versione degli Statuti del Cammino neocatecumenale fu respinta all'inizio del 1999. Il giurista neocatecumenale padre Javier Sotil, rettore del Redemptoris Mater di Brasilia, nel maggio 1999, durante una convivenza al Centro Neocatecumenale internazionale di Porto San Giorgio con Kiko Argüello e Carmen Hernández, annunciò che la bocciatura era stata «provvidenziale» perché aveva dato modo di «pensare e ripensare, consultare tante persone per preparare una seconda bozza che è qui pronta».
Il 29 giugno 2002 (Solennità di San Pietro e Paolo), lo statuto del Cammino neocatecumenale fu approvato ad experimentum dal Pontificio Consiglio per i Laici. Il decreto di approvazione del Pontificio Consiglio per i Laici recitava: «Tenuto conto dei numerosi frutti spirituali apportati alla nuova evangelizzazione dalla prassi del Cammino neocatecumenale - accolto e valorizzato nei suoi oltre trent'anni di vita in molte Chiese locali - segnalati al Pontificio Consiglio per il Laici da numerose lettere raccomandatizie di cardinali, patriarchi e vescovi; dopo attento esame del testo degli Statuti, frutto di un laborioso processo di collaborazione tra gli iniziatori del Cammino neocatecumenale e il Pontificio Consiglio per i Laici, che si è avvalso del contributo apportato nell'ambito delle competenze loro proprie da diversi dicasteri della Curia Romana ( [...] ) il Pontificio Consiglio per i Laici DECRETA l'approvazione "ad experimentum" per un periodo di cinque anni degli Statuti del Cammino neocatecumenale.».
L'intervento di Kiko Argüello alla consegna dello Statuto del Cammino neocatecumenale il 29 giugno 2002 cominciò con: «siamo contentissimi che dopo tutto il travaglio di questi anni si sia potuti arrivare alla approvazione dello Statuto».
Nei discorsi e nelle omelie di Giovanni Paolo II del 29 giugno 2002 e dei giorni successivi, non appare alcuna menzione dell'approvazione degli Statuti, nonostante Kiko Argüello avesse ringraziato personalmente il Papa per aver «voluto in prima persona questa approvazione».
Il 21 settembre 2002, Giovanni Paolo II ricevette in udienza a Castel Gandolfo gli iniziatori del Cammino e, commentando l'approvazione dello Statuto ad experimentum, volle nuovamente esprimere il suo incoraggiamento:
Giovanni Paolo II confermò che «... gli Statuti devono costituire per il Cammino neocatecumenale una "chiara e sicura regola di vita", un punto di riferimento fondamentale affinché questo processo di formazione, che ha come obiettivo di portare i fedeli ad una fede matura, possa essere realizzato in un modo confacente alla dottrina e alla disciplina della Chiesa».
Lo Statuto rinviava a un Direttorio Catechetico che raccoglie la tradizione orale e indica la prassi del Cammino. Giovanni Paolo II precisò che «spetta ora ai Dicasteri competenti della Santa Sede esaminare il Direttorio catechetico e tutta la prassi catechetica nonché liturgica del Cammino stesso. Sono certo che i suoi membri non mancheranno di assecondare con generosa disponibilità le indicazioni che loro verranno da tali autorevoli fonti».
Ciononostante sulla stampa anche cattolica è stato talvolta scritto erroneamente che era stato approvato anche il Direttorio Catechetico; per esempio da Saverio Gaeta, caporedattore di Famiglia Cristiana: «insieme con lo Statuto viene di fatto ratificato il testo degli "Orientamenti alle équipe di catechisti", che rappresenteranno le linee guida della catechesi neocatecumenale». La consegna dei testi degli Orientamenti alle Congregazioni vaticane cominciò nel 1977. Si trattava perciò di un'approvazione parziale (oltre che ad experimentum), poiché durante l'arco di validità dello Statuto ad experimentum il Direttorio contenente le catechesi e la prassi del Cammino (non scindibili dal Cammino stesso) non fu pubblicato.

Lo Statuto del Cammino neocatecumenale fu approvato in forma definitiva l'11 maggio 2008 (Solennità di Pentecoste), con Decreto del Pontificio Consiglio per i Laici, il quale sancisce 
Il Presidente del Pontificio Consiglio per i Laici, cardinale Stanisław Rylko, consegnò il nuovo testo agli iniziatori del Cammino neocatecumenale, Kiko Argüello e Carmen Hernández, il 13 giugno 2008. Queste le parole del cardinal Rylko, alla domanda su quale significato abbia questa approvazione, per la Chiesa e per il Cammino stesso: «Significa la conferma da parte della Chiesa dell'autenticità, della genuinità del carisma che sta alla loro origine nella vita e nella missione della Chiesa. In modo particolare, questo riguarda il Cammino che ha ormai lunga storia nella Chiesa, più di 40 anni, e porta nella vita della Chiesa tanti frutti, tante vite cambiate in profondità, tante famiglie ricostruite, tante vocazioni religiose, sacerdotali e tanto impegno a favore della nuova evangelizzazione. Quindi, è un momento di grande gioia per la Chiesa, un momento di grande gioia per la realtà ecclesiale che riceve questo riconoscimento».
Il 10 gennaio 2009, papa Benedetto XVI, incontrando le comunità neocatecumenali di Roma, nella basilica di S. Pietro in occasione dei 40 anni dalla nascita della prima comunità di Roma nella parrocchia dei SS. Martiri Canadesi, ha avuto parole di conferma e di elogio:
Il 13 maggio 2009 il Pontificio Istituto Giovanni Paolo II, con sede presso la Pontificia Università Lateranense di Roma, ha consegnato a Kiko Argüello il dottorato honoris causa in Sacra Teologia del Matrimonio e Famiglia per la «piena valorizzazione della famiglia come soggetto ecclesiale e sociale, in piena consonanza con l'ideologia di Giovanni Paolo II». Con questo riconoscimento, l'Istituto, fondato da papa Giovanni Paolo II, riconosce il contributo teologico e pastorale del Cammino Neocatecumenale nell'opera di difesa della famiglia, attaccata oggi da una cultura "antifamiliare".
Benedetto XVI nominò, il 19 maggio 2011, Kiko Argüello come consultore del Pontificio Consiglio per la Promozione della Nuova Evangelizzazione.

### Personalità giuridica pubblica del Cammino neocatecumenale
Il Cammino neocatecumenale è stato dotato di personalità giuridica pubblica con decreto del Pontificio Consiglio per i Laici 28 ottobre 2004 Prot. N.1761/04 AIC-110 (Cfr. Statuto, art. 1, comma 3).

### Orientamenti alle Équipe di catechisti
Secondo il decreto di approvazione definitiva, e secondo lo Statuto stesso, il cammino va attuato secondo «le linee proposte dagli iniziatori» contenute nello Statuto stesso e nei 14 volumi intitolati Orientamenti alle Équipe dei Catechisti (cfr. art. 2.2 dello Statuto).
Nella prefazione al primo volume di Orientamenti per le Équipe di Catechisti, gli iniziatori affermano che già nel 1977 detti volumi furono oggetto di un accurato esame da parte della Congregazione per il Clero. L'analisi fu fatta da un esperto di catechesi antiche, padre G. Groppo. La prefazione riporta vari stralci della relazione finale di Padre Groppo con relativo numero di protocollo:
L'esperienza ha fatto intuire quello che di profondamente valido conteneva questa istituzione dei primi tre secoli e ha permesso di tradurla in una struttura la quale, pur non ricalcando l'antica, ne assume gli elementi più importanti e li inserisce in un contesto nuovo: quello della conversione di battezzati che però non hanno mai fatto una opzione personale di fede. In questo processo - che implica il suo tempo - questi battezzati delle Comunità Neocatecumenali vengono aiutati a fare la loro opzione fondamentale di fede in un clima di comunità, a rendersi disponibili all'accettazione del radicalismo evangelico; iniziandoli gradualmente e in modo esperienziale sia alla Parola di Dio sia ai Sacramenti della conversione cristiana (Penitenza), sia dell'eucaristia. Io trovo tutto questo molto positivo»
(Primo volume degli Orientamenti per le Équipe dei Catechisti, pag. 1, protocollo 156375, 12 settembre 1977.)
Sempre nella prefazione del primo volume di Orientamenti alle Équipe di Catechisti si afferma:
Nel rivedere il testo degli Orientamenti alle Equipe di catechisti, su indicazione della Congregazione per la dottrina della Fede, i 14 volumi sono stati corredati con opportuni riferimenti al Catechismo della Chiesa Cattolica, che non hanno valore illustrativo, ma normativo.
Per ogni catechesi tale riferimento si articola in due parti:
a) All'inizio si offre una visione panoramica dell'insegnamento del Catechismo della Chiesa Cattolica riguardante la tematica affrontata dalla catechesi, per la preparazione dei catechisti;
b) A piè di ogni pagina si riportano alcuni passi su qualche punto particolare delle catechesi»
I predetti orientamenti risultano a oggi approvati dalla Santa Sede diventando direttorio catechetico e non più orientamenti all'equipe degli itineranti e dei catechisti.
Infatti, come viene citato nel decreto del Pontificio consiglio per i Laici del 26 dic 2010 prot. 1436/10/AIC -Decreto, «I suddetti volumi del Direttorio catechetico sono stati rivisti dalla Congregazione per la Dottrina della Fede dal 1997 fino al 2003 e opportunamente corredati con riferimenti al Catechismo della Chiesa Cattolica inerenti alle tematiche affrontate in ogni catechesi.
Recentemente, la Congregazione per la Dottrina della Fede, dopo aver ulteriormente esaminato i risultati del suddetto studio, al fine di dare maggior sicurezza all'attuazione del Cammino Neocatecumenale, nonché di offrire garanzie dottrinali a tutti i pastori della Chiesa, ha ritenuto opportuno consegnare al Pontificio Consiglio per i Laici - in quanto Dicastero che segue questa realtà ecclesiale - l'incarico di dare un'apposita approvazione ai volumi del Direttorio catechetico del Cammino Neocatecumenale (cfr lettera del 20 novembre 2010, Prot. N. 36/75 - 33843). Pertanto, visti gli articoli 131 e 133 § 1 e § 2, della Costituzione apostolica Pastor Bonus sulla Curia Romana e l'art., 2° dello Statuto del Cammino Neocatecumenale, il Pontificio Consiglio per i Laici, dopo aver debitamente consultato la Congregazione per la Dottrina della Fede, approva la pubblicazione del Direttorio catechetico come sussidio valido e vincolante per le catechesi del Cammino Neocatecumenale. I volumi del Direttorio catechetico sono debitamente autenticati dal Pontificio Consiglio per i Laici e depositati in copia presso i suoi archivi. Dato in Vaticano il 26 dicembre 2010, festa della Santa Famiglia di Gesù, Maria e Giuseppe.»

## Liturgia
Gli Statuti approvati dalla Chiesa in forma definitiva nel 2008, entrano nel merito delle particolarità liturgiche del Cammino neocatecumenale specificandone le concessioni:
- i neocatecumenali celebrano l'eucaristia in piccole comunità dopo i primi vespri della domenica (sabato sera) (Statuti Art.13 - § 2):
  - sono svolte seguendo le disposizioni del Vescovo;
  - sono aperte ad altri fedeli, essendo incluse nella pastorale della liturgia domenicale della parrocchia ove è radicata la comunità;
- la celebrazione avviene secondo la liturgia definita del Rito Romano, con le uniche concessioni ammesse sono quelle esplicite autorizzate dalla Santa Sede (Statuti Art.13 - § 3):
  - la Santa Comunione avviene sotto le due specie, per la distribuzione, i neocatecumenali la ricevono in piedi, restando al proprio posto;
  - lo scambio della pace, “ad experimentum”, avviene dopo la Preghiera universale» ovvero prima dell'offertorio eucaristico.

### La questione liturgica
La Congregazione del Culto Divino ha svolto un'analisi delle particolarità liturgiche del Cammino molto intensa, che si è protratta per molti anni e che ha visto importanti cambiamenti nel corso del tempo:
A distanza di quasi ventitré anni dalla raccomandazione di osservare «le norme liturgiche» «senza negligenze e senza omissioni» da parte del pontefice Giovanni Paolo II, il 1º dicembre 2005 la Congregazione del Culto divino, a firma del cardinale Francis Arinze, ha inviato una lettera a Kiko Argüello, Carmen Hernández e padre Mario Pezzi per comunicare le «decisioni del Santo Padre» a proposito delle liturgie del Cammino neocatecumenale, raccomandando:
- di seguire «i libri liturgici approvati, senza omettere né aggiungere nulla»[68] e richiedendo, fra le altre cose[69]:
- che «almeno una domenica al mese» le comunità del Cammino partecipino alla Messa della parrocchia;
- che le «eventuali monizioni» previe alle letture della Messa siano «brevi»;
- che l'omelia sia «riservata al sacerdote o al diacono»;
- che il modo di ricevere la Santa Comunione diventi entro «un tempo di transizione (non più di due anni)» (ossia entro dicembre 2007) lo stesso di tutta la Chiesa.

Sul sito ufficiale del Cammino è presente un'interpretazione di Giuseppe Gennarini, responsabile del Cammino per gli Stati Uniti e per i rapporti con la stampa.
La lettera del cardinale Arinze segue di pochi giorni l'incontro di Argüello, Hernández e padre Pezzi prima con la Congregazione del Culto Divino e subito dopo con papa Benedetto XVI. Gli iniziatori del Cammino invieranno il 17 gennaio successivo una lettera di risposta a papa Benedetto XVI, dichiarandosi «contentissimi delle "norme"» ricevute ed esprimendo «gratitudine», dichiarando che «ogni équipe di catechisti itineranti parlerà con il Vescovo di ogni Diocesi per concordare» la partecipazione dei neocatecumenali alla Messa parrocchiale «almeno una volta al mese», e ringraziando per «i due anni» concessi per adeguarsi al «modo della distribuzione della Comunione».
In una catechesi tenuta ai neocatecumenali di Madrid il 22 febbraio 2006, Kiko Argüello comunque sostiene che la lettera di Arinze conterrebbe concessioni e conferme «alla Messa del Cammino che si celebra ogni domenica da più di trent'anni».
Le raccomandazioni della lettera del cardinale Arinze sono poi state riprese nello Statuto definitivo del Cammino, con alcune importanti differenze:
- Come raccomandato nella lettera di Arinze, il Cammino segue pienamente il Magistero della Chiesa Cattolica
- Le monizioni sono concesse poiché già previste nel Magistero
- La messa neocatecumenale è a tutti gli effetti una messa della parrocchia cui la comunità appartiene, aperta a tutti i fedeli, pertanto decade l'obbligo della messa mensile in parrocchia
- È concesso ai neocatecumeni di ricevere la comunione in piedi restando al loro posto, superando pertanto l'obbligo di comunicarsi come nella liturgia ordinaria
- Dopo la lettura del Vangelo, durante la liturgia, il sacerdote invita i presenti ad esprimere brevemente ciò che la parola proclamata ha detto alla propria vita. Questa testimonianza è chiamata nel gergo neocatecumenale risonanza, ed è distinta dall'omelia, riservata al sacerdote.

## Critiche
Il Cammino è stato oggetto di critiche, che hanno dato luogo a molteplici discussioni fuori e dentro della Chiesa cattolica.
La polemica intraecclesiale tra parte del mondo cattolico ed il Cammino neocatecumenale riguardava, e in parte riguarda tuttora, principalmente alcuni punti:
1. L'aspetto liturgico: il Cammino avrebbe introdotto modifiche alla prassi liturgica non rispettando il magistero: le risonanze, che non sono previste da quest'ultimo; le monizioni dei laici; l'uso di una mensa addobbata posta al centro della chiesa invece dell'altare dedicato in presbiterio.
2. L'aspetto pastorale: il contenuto delle catechesi nell'Orientamento alle équipes di catechisti ("soggetto all'approvazione congiunta della Congregazione per la Dottrina della Fede, della Congregazione per il Clero e della Congregazione per il Culto Divino e la Disciplina dei Sacramenti", come si legge nel Decreto di Approvazione dello Statuto del Cammino Neocatecumenale da parte del Pontificio Consiglio per i Laici) è ancora "secretato" e non pubblico; la durata effettiva del Cammino sarebbe eccessiva (talvolta vent'anni e più); l'importanza attribuita ai catechisti laici sarebbe talora maggiore di quella attribuita ai sacerdoti.
3. L'aspetto relativo ai cosiddetti scrutini: gli aderenti sono invitati a esporre all'interno della comunità i propri comportamenti, come riportato da ex membri del cammino[78][79].

Nel 1983 papa Giovanni Paolo II, in un discorso ai neocatecumenali, aveva detto: «Celebrate l'eucaristia e, soprattutto, la Pasqua, con vera pietà, con grande dignità, con amore per i riti liturgici della Chiesa, con esatta osservanza delle norme stabilite dalla competente autorità, con volontà di comunione con tutti i fratelli [...] Il ministero della riconciliazione [...] è affidato a voi, Sacerdoti. Siatene ministri sempre degni, pronti, zelanti, disponibili, pazienti, sereni, attenendovi con fedele diligenza alle norme stabilite in materia dall'Autorità ecclesiastica [...] in piena adesione al ministero e alla disciplina della Chiesa, con la confessione individuale, come ripetutamente raccomanda il nuovo Codice di Diritto Canonico [...] Non chiudetevi in voi stessi, isolandovi dalla vita della Comunità parrocchiale o diocesana [...] Pertanto le norme giuridiche, come anche quelle liturgiche, vanno osservate senza negligenze e senza omissioni».
Va anche osservato che la stessa approvazione dello statuto del cammino neocatecumenale, in quanto atto del magistero ordinario e in particolare di una congregazione romana, non è per sua natura infallibile. «Nondimeno essa è da accogliersi con un assenso interno sgorgante dal motivo dell'obbedienza al magistero ecclesiastico (absensus religiosus). Il cosiddetto rispettoso silenzio (silentium obsequiosum) in generale non basta. In via eccezionale può cessare l'obbligo dell'assenso interno quando un competente in materia, avendone coscienziosamente esaminato tutti i motivi, giungesse alla sicura convinzione che la decisione poggia su un errore».
I neocatecumenali inoltre sono stati criticati anche per una serie di consuetudini ambigue che non sono citate negli statuti ma che comunque sono consolidate fin dalle origini del movimento, tra le quali:
- Le sessioni di scrutinio: durante gli scrutini, ossia gli step che consentono il passaggio ad una fase successiva del percorso spirituale, i catechisti interrogano, a turno, ogni membro della comunità, con domande che sono specifiche per ogni singola fase del Cammino.[82]
- La Decima. Nel Cammino Neocatecumenale dopo il secondo passaggio ciascun membro è invitato a versare ogni mese alla comunità il 10% dei propri guadagni con un atto che nelle comunità è denominato dare la Decima: A una certa fase del suo cammino, ogni membro deve versare alla sua Comunità la decima parte delle sue entrate[83]. La raccolta avviene a cadenza mensile da parte del responsabile di ciascuna comunità che passa con un sacco nero in cui i fratelli depositano in maniera anonima la decima. L'esistenza di questa pratica (sebbene non sia nuova nell'Ebraismo e nel Cristianesimo) non è citata negli Statuti, nei quali l'unico riferimento, generico, a richieste di denaro è presente solo all'Art 4.§ 3: Nelle comunità vengono effettuate collette, in risposta a varie necessità. La decima infatti viene fatta esclusivamente per le persone che si trovano in estrema difficoltà economica.

Altre preoccupazioni sono sollevate dal presunto impatto divisivo che il Cammino Neocatecumenale avrebbe in alcune parrocchie. Le comunità neocatecumenali sono infatti costituite da fedeli che non celebrano la loro messa la domenica, ma separatamente, il sabato sera. Nel 1994, la Diocesi di Clifton (Bristol, Regno Unito) condusse un'ampia indagine sul Cammino, concludendo come il movimento fosse "una forma di asservimento spirituale" (a form of spiritual enslavement) e come la sua presenza nelle parrocchie fosse "completamente divisiva e distruttiva". L'anno seguente, il vescovo Mervyn Alexander firmò un decreto che vietò al Cammino ogni ulteriore attività nella diocesi. L'arcivescovo Peter Takeo Okada ha definito la presenza del Cammino Neocatecumenale nella piccola comunità cattolica giapponese come "un serio problema" e "divisiva e provocatrice". Nel 2009 i docenti e gli studenti del seminario Redemptoris Mater Takamatsu sono stati spostati a Roma. e nel 2010 la conferenza episcopale giapponese ha chiesto al Cammino di interrompere le proprie attività in Giappone per cinque anni. Altri vescovi hanno sospeso le attività del Cammino in Nepal nel 2011 e nelle Filippine nel 2010.

### Risposte del Cammino neocatecumenale
I neocatecumenali hanno a lungo negato che le celebrazioni e le catechesi fossero svolte a porte chiuse, così come negano incomprensioni con altri movimenti ecclesiastici; insistono sulla devozione mariana e dichiarano che la percezione per cui ai sacerdoti venga attribuita una minore importanza sarebbe dovuta al fatto che questi possono frequentare il Cammino come tutti gli altri fratelli, pur avendo una formazione specifica e la vocazione di essere pastori del gregge. I neocatecumenali lamentano calunnie, equivoci (causati soprattutto dal fatto che le catechesi vengono esposte sempre oralmente e quindi col rischio di essere citate direttamente dal linguaggio parlato), inimicizie o asserendo la compatibilità della prassi del Cammino con il Magistero Pontificio e la Tradizione della Chiesa e ricordando le ripetute dichiarazioni di apprezzamento ricevute dagli ultimi Papi e da molti Vescovi e Cardinali, nonché l'approvazione definitiva dello Statuto da parte delle gerarchie ecclesiastiche. È infatti la gerarchia cattolica stessa - nelle figure del Papa e delle Congregazioni Pontificie della Curia romana - a dover valutare la fedeltà del Cammino alla Chiesa.
Le critiche più comuni si rivolgono alla prassi liturgica del Cammino neocatecumenale in particolare alla celebrazione eucaristica.
Taluni criticano la prassi del Cammino neocatecumenale di usare un altare o mensa "mobile" posta al centro dell'assemblea liturgica. In realtà le norme liturgiche vigenti, previste nell'Ordinamento Generale del Messale Romano, non lo proibiscono affatto, prevedendo infatti:
299. L'altare sia costruito staccato dalla parete, per potervi facilmente girare intorno e celebrare rivolti verso il popolo: la qual cosa è conveniente realizzare ovunque sia possibile. L'altare sia poi collocato in modo da costituire realmente il centro verso il quale spontaneamente converga l'attenzione dei fedeli [116]. Normalmente sia fisso e dedicato.
Circa, invece, la possibilità di usare un altare mobile (non fisso) le norme liturgiche prevedono ai punti 297 e 298:
297. La celebrazione dell'eucaristia, nel luogo sacro, si deve compiere sopra un altare; fuori del luogo sacro, invece, si può compiere anche sopra un tavolo adatto, purché vi siano sempre una tovaglia e il corporale, la croce e i candelabri
298. Conviene che in ogni chiesa ci sia l'altare fisso, che significa più chiaramente e permanentemente Gesù Cristo, pietra viva (1Pt 2,4; cf. Ef 2,20); negli altri luoghi, destinati alle celebrazioni sacre, l'altare può essere mobile.
Per quanto concerne i materiali da usare per l'altare mobile le norme liturgiche afferma il punto 301:
301. Secondo un uso e un simbolismo tradizionali nella Chiesa, la mensa dell'altare fisso sia di pietra, e più precisamente di pietra naturale. Tuttavia, a giudizio della Conferenza Episcopale, si può adoperare anche un'altra materia degna, solida e ben lavorata. Gli stipiti però e la base per sostenere la mensa possono essere di qualsiasi materiale, purché conveniente.
L'altare mobile può essere costruito con qualsiasi materiale di un certo pregio e solido, confacente all'uso liturgico, secondo lo stile e gli usi locali delle diverse regioni.
Altre critiche giungono sulla prassi di usare il pane azzimo spesso e grande anziché le più comuni ostie piccole e sottili. Anche su questo tema le norme liturgiche non proibiscono la possibilità di utilizzare il pane azzimo più spesso. Le norme liturgiche contenute nell'Ordinamento Generale del Messale Romano affermano al punto 320:
320. Il pane per la celebrazione dell'eucaristia deve essere esclusivamente di frumento, confezionato di recente e azzimo, secondo l'antica tradizione della Chiesa latina.
Lo stesso Messale Romano, nella sua ultima versione riveduta nel 2007, su questo argomento afferma che «La natura di segno esige che la materia della celebrazione (il pane) si presenti veramente come cibo».
La prassi quindi di usare il pane per la Messa, in una forma più grande e spessa di quella usata comunemente, non solo non si opporrebbe al principio illustrato dalle norme liturgiche ma lo realizzerebbe più pienamente.
Al punto 321 si afferma:
321. La natura di segno esige che la materia della celebrazione eucaristica si presenti veramente come cibo. Conviene quindi che il pane eucaristico, sebbene azzimo e confezionato nella forma tradizionale, sia fatto in modo che il sacerdote nella Messa celebrata con il popolo possa spezzare davvero l'ostia in più parti e distribuirle almeno ad alcuni dei fedeli. Le ostie piccole non sono comunque affatto escluse, quando il numero dei comunicandi, o altre ragioni pastorali lo esigano. Il gesto della frazione del pane, con cui l'eucaristia veniva semplicemente designata nel tempo apostolico, manifesterà sempre più la forza e l'importanza del segno dell'unità di tutti in un unico pane e del segno della carità, per il fatto che un unico pane è distribuito tra i fratelli
Nei seguenti paragrafi vengono presentate alcune delle osservazioni da parte di esponenti del clero e della gerarchia, antecedenti l'approvazione definitiva degli statuti da parte della Chiesa.

### Osservazioni di teologi
Una prima critica al Cammino venne nel 1983 dal teologo mons. Pier Carlo Landucci, di cui è attualmente in corso la causa di beatificazione. Scriveva Landucci, nel 1983, che nel Cammino neocatecumenale non c'era «alcuna posizione dottrinale o pratica cattolica» che non fosse «gravemente deformata. Il tutto presentato con impressionante grossolanità e confusione teologica e biblica, congiunte all'ostentato atteggiamento di acuta riscoperta e di suggestionanti prospettive di personale, elitario impegno e sacrificio».
Un'altra critica agli aspetti dottrinali, liturgici e pastorali del Cammino venne negli anni novanta dagli scritti del teologo e filosofo passionista Padre Enrico Zoffoli, che scrisse diversi libri in cui commentava delle bozze di catechesi neocatecumenali di cui era entrato in possesso.
Nel suo Dizionario del Cristianesimo, alla voce Neocatecumenali, sosteneva che «il loro fondo dottrinale» fosse «gravemente compromesso da errori» che riguardavano «i dogmi fondamentali del Cristianesimo»; che in tali bozze si negasse «il dogma della Redenzione, il carattere sacrificale della morte di Cristo e, quindi, il Sacrificio dell'altare, con il relativo culto eucaristico (transustanziazione, adorazione)»; che nelle bozze si negasse «la distinzione essenziale tra "sacerdozio ministeriale" e "sacerdozio comune", restando perciò soppressa la Gerarchia, fondata su questa distinzione»; che nelle bozze si negasse «il dovere e la possibilità dell'imitazione di Cristo»; vi si alterasse «gravemente la nozione di peccato, della Grazia, del libero arbitrio»; che vi si sostenesse «"un perdono" concesso a tutti da Dio» e che ciò implicasse «il rifiuto dell'inferno». P. Zoffoli concludeva sostenendo che «la dottrina fondamentalmente errata del movimento» costituisse «una gravissima minaccia per tutti». P. Zoffoli riteneva inoltre che il Cammino fosse eccessivamente influenzato dalla filosofia di Sartre.
Altre pubblicazioni critiche nei confronti del Cammino vengono dai sacerdoti don Elio Marighetto e don Gino Conti (vedi bibliografia), dal teologo Flaviano Patrizi e da altri ambienti della Chiesa cattolica, basate sia su testimonianze che sull'analisi delle bozze delle catechesi, chiamate spesso dai critici "catechesi segrete" poiché per lungo tempo solo i catechisti neocatecumenali ne sarebbero stati in possesso.

### Osservazioni dalla gerarchia ecclesiastica
Prima dell'approvazione definitiva degli statuti da parte della Chiesa, altre critiche al Cammino provennero da alcuni membri della gerarchia ecclesiastica.
Nel novembre 1986, il vescovo di Brescia Bruno Foresti rilevava tra le comunità neocatecumenali:
- una visione pessimistica dell'uomo;
- un clima di soggezione psicologica ed un'atmosfera di esclusivismo;
- un certo discredito per la religiosità degli altri;
- una scarsa attenzione sulla disciplina relativa all'amministrazione dei sacramenti;
- l'eccessiva dipendenza dei sacerdoti neocatecumenali dal Cammino e la loro comune attenzione ai richiami del Vescovo.

Nel 1995, l'arcivescovo di Firenze cardinale Silvano Piovanelli accusava «rigidità e chiusure» che avevano portato a «tensioni molto acute» nelle parrocchie dove il Cammino era presente, chiedendo ai neocatecumenali di «interrogarsi sul proprio modo di esprimersi e di presentarsi», di superare «la tentazione di credersi migliore degli altri», evidenziando il «contrasto» tra i «recenti documenti del Magistero» e la norma del Cammino di celebrare la Messa festiva il sabato sera.
Il 22 febbraio 1996, il cardinale Salvatore Pappalardo, come ultimo atto di governo dell'arcidiocesi di Palermo, vietò agli aderenti del Cammino la celebrazione di Messe «precluse agli altri fedeli»; scrisse inoltre che «il Cammino, da solo, non è la Chiesa» chiedendo pertanto che il Cammino «non si distacchi dalle liturgie eucaristiche comuni».
Nel 1996 Basil Hume, arcivescovo di Westminster e presidente della Commissione Episcopale dell'Inghilterra e del Galles, si rifiutò di ordinare preti quindici seminaristi di formazione neocatecumenale. La motivazione fu che tali seminaristi, una volta ordinati, avrebbero avuto come punto di riferimento i capi delle loro comunità anziché il proprio vescovo.
Nel 1997 Mervyn Alban Alexander, vescovo di Clifton, proibì il Cammino neocatecumenale nella sua diocesi dichiarando che catechesi ed evangelizzazione del Cammino non erano «né benèfici né appropriati per la diocesi».
L'arcivescovo di Catania, mons. Luigi Bommarito, scrisse nel dicembre 2001 una lettera critica rivolta proprio ai membri del Cammino neocatecumenale.
Il 22 febbraio 2007, papa Benedetto XVI incontrò il clero di Roma e parlò brevemente del Cammino neocatecumenale mentre stava rispondendo a una domanda di padre Gerardo Raul Carcar, che chiedeva un consiglio su come poter integrare i movimenti per sviluppare un ministero reale di unità nella Chiesa Universale. Il Papa ha risposto:
Il Papa diede due indicazioni per aiutare i movimenti a crescere: «rispetto per il carisma» e «integrazione con il servizio della Chiesa».
Nel giugno 2012 il quotidiano La Repubblica rese pubblici alcuni scritti che offrivano una posizione di Benedetto XVI fino ad allora inedita nei confronti del Cammino neocatecumenale.
Il cardinale Raymond Leo Burke, Prefetto del Tribunale del Vaticano, scrisse il 14 gennaio 2012 al cardinal Tarcisio Bertone, di aver trovato sulla sua scrivania un invito a una celebrazione del Papa prevista sei giorni più tardi, «in occasione dell'approvazione della liturgia del Cammino Neocatecumenale». Burke scrisse: «Non posso come Cardinale e membro della Congregazione per il Culto Divino e la Disciplina dei Sacramenti, non esprimere a Vostra Eminenza la meraviglia che l'invito mi ha causato. Non ricordo di aver sentito di una consultazione a riguardo dell'approvazione di una liturgia propria di questo movimento ecclesiale». Continuò: «Ho ricevuto, negli ultimi giorni, da varie persone, anche da uno stimato Vescovo statunitense, espressioni di preoccupazione riguardo ad una tale approvazione papale, della quale essi avevano già saputo. Tale notizia era per me una pura diceria o speculazione. Adesso ho scoperto che essi avevano ragione» e concluse: «Come fedele conoscitore dell'insegnamento del Santo Padre sulla riforma liturgica che è fondamentale per la nuova evangelizzazione, ritengo che l'approvazione di tali innovazioni liturgiche, anche dopo la correzione delle medesime da parte del Prefetto della Congregazione per il Culto Divino a la Disciplina dei sacramenti, non sembra coerente con il magistero liturgico del Papa».
Nel documento si legge il commento firmato da Benedetto XVI rimandando lo scritto a Bertone: «Teniamo conto di queste osservazioni molto giuste del cardinale Burke. Che vanno trasmesse, secondo l'auspicio del Prefetto del Tribunale Supremo, alla Congregazione del Culto divino di cui egli è anche membro».
Nonostante queste perplessità, pochi giorni dopo la Santa Sede approvó le celebrazioni definite nel Direttorio del Cammino, che non erano già definite nei libri liturgici della Chiesa. Successivamente a questa approvazione delle celebrazioni, relativamente alle modalità di svolgimento della messa serale del sabato del Cammino, sebbene sia già definita all'Articolo 13 degli Statuti, Benedetto XVI ha comunque promosso un ulteriore approfondimento delle effettive modalità di svolgimento, iniziativa affidata alla congregazione per la Dottrina della Fede.

### I fuoriusciti
Critiche al Cammino neocatecumenale provengono da alcuni fuoriusciti dal movimento. Le critiche riguardano principalmente:
- una tendenza ad incoraggiare matrimoni endogamici che riguarderebbe gli aderenti non sposati[113][114]. L'endogamia, tuttavia, non risulta dall'analisi dei documenti come lo Statuto o gli Orientamenti alle Équipes di Catechisti[41]. Vi sono semmai alcune circostanze che tendono per esempio al fatto che spesso la frequentazione del cammino da parte di giovani porta alla creazione di coppie "interne", cosa comune a qualunque tipo di forme di aggregazione. La particolarità è che qui questo viene incoraggiato fortemente.

#### Testimonianze
Non mancano le testimonianze di ex aderenti al movimento, o di familiari o amici di persone del cammino; tra queste:
- Daniel Lifschitz, un artista svizzero di origine ebraica, che visse nei Kibbutz di Israele e nell'isola greca di Patmos. Fece parte del movimento dal '73 al '94, sino a diventare itinerante e a finire il cammino. Qui conobbe la moglie, dalla quale ebbe cinque figli. Lifschitz ha scritto tre libri (Dio sceglie l'immondizia. Storia di un ebreo cattolico, L'immondizia ama Dio. Storia di un cattolico ebreo e Kiko Argüello. Santo o impostore?[115]) in cui critica pesantemente il Cammino. I libri di Lifschitz sono diventati un vero caso nell'ambiente neocatecumenale, tanto da indurre Kiko Argüello a definire l'ex adepto Un demonio che distruggerà tutto mentre Carmen Hernández ha esplicitamente vietato la lettura dei suoi libri[116]
- Un ex catechista del cammino, fuoriuscito dopo 23 anni, ha espresso forti critiche in un libro sulla sua esperienza di neocatecumenale: Neocatecumenali. Sul viale del tramonto.[117]
- Nel libro di Lino Lista Il fango e il segreto, pubblicato dalle Edizioni Segno nel settembre 2015, sono stati analizzati dall'autore numerose catechesi, icone e rituali del Cammino, questi ultimi anche pertinenti al "Viaggio di nozze" finale nella Terra Promessa. Il testo intende dimostrare la natura gnostica del Cammino e a tal fine costantemente confronta le differenti lezioni della Chiesa cattolica e del movimento neocatecumenale.